# Roßwein
Roßwein är en stad i Landkreis Mittelsachsen i förbundslandet Sachsen i Tyskland. Staden har cirka 7 000 invånare.